# 18125 Brianwilson
18125 Brianwilson è un asteroide della fascia principale. Scoperto nel 2000, presenta un'orbita caratterizzata da un semiasse maggiore pari a 3,1356062 UA e da un'eccentricità di 0,1231324, inclinata di 2,50859° rispetto all'eclittica.
Il nome è un omaggio a Brian Wilson, bassista e cantante dei Beach Boys